# Ярославы
Яросла́вы — село Спешнево-Ивановского сельсовета Данковского района Липецкой области.

## История
В качестве села с церковью архистратига Михаила упоминается в окладных книгах 1676 года, где показано «у той церкви церковные земли двадцать четвертей, сеяных покосов на десять копен. В приход той церкви: сорок четыре двора детей боярских, четыре двора бобыльских. И всего (со включением дв.попова) сорок девять дворов». Тогда село называлось Ерославль. «Дети боярские» — это младший военный чин в XVII в., мелкопоместные и беспоместные дворяне. Они набирались в младший командный состав и в рядовой состав регулярных полков, где могли выслужить поместье и более высокие чины (подьячие, дьяки).
Вместо деревянной и обветшавшей церкви в с. Ярославах, как видно из указа св. Синода к преосв. Димитрию, преосв. Гавриил, проживавший в Донковском Покровском монастыре на покое, «начал по обещанию своему строить церковь каменную с колокольнею в 1750 г., которой построено было (при жизни пр. Гавриила) и сводом сведено только олтарь и трапеза, а настоящая церковь сводом ещё не окончена и колокольня не построена».
В 1753 г. св. Синодом, согласно воле пр. Гавриила, оставшиеся после его смерти деньги в количестве 1646 рубл. 48 коп. дозволено «под надлежащим наблюдательством употребить на достройку ограды в Покровском монастыре и в с. Ярославах церковного здания сколько куда надлежит». Сколько употреблено было из сумм пр. Гавриила на окончание постройки церкви в с. Ярославах и когда она была освящена – сведений не имеется.
Каменная Архангельская церковь с приделом Троицким в селе начата постройкою в 1874 г., придел освящён был в 1877 г., окончена постройкою ещё в 1882 г. Каменный придельный храм во имя Св. Троицы был освящен благочинным священником села Перехваль Павлом Добромысловым. 
В XIX — начале XX века село входило в состав Одоевской волости Данковского уезда Рязанской губернии. В 1906 году в селе было 280 дворов.
С 1928 года село входило в состав Одоевского сельсовета Данковского района Козловского округа Центрально-Чернозёмной области, с 1934 года — в составе Воскресенского района, с 1954 года — в составе Липецкой области, с 1963 года — вновь в составе Данковского района, с 2011 года — в составе Спешнево-Ивановского сельсовета. 
До 2009 года в селе действовала средняя общеобразовательная школа.

### Название
Название, напоминающее дохристианское имя. дает основание предполагать, что в этом месте на 3—4 столетия раньше могло существовать более древнее селение славян, переставшее существовать в годы Монголо-Татарского ига.

## Население
| 1859 | 1897  | 1906  | 2010 |
| ---- | ----- | ----- | ---- |
| 1079 | ↗1526 | ↗1918 | ↘309 |